# UCINET
UCINET は、ネットワーク分析のためのソフトウェアである。ネットワーク可視化ソフトウェアのNetDrawが統合されている。ソフトウェアはネットワーク科学や関連分野の学術研究で広く使用されている。

## 機能
UCINETは様々なグラフアルゴリズムを実装し、様々なファイルフォーマットや単純なエッジリストを読み書き可能である。

### サポートするファイル形式
- .xls
- .net
- Mage

## 歴史
更新は積極的に行われている。
バージョン5.3以前の履歴は見当たらない。
| リリース日時   | バージョン | 説明 |
| -------------- | ---------- | ---- |
| 2000年4月1日   | 5.3        |      |
| 2011年11月28日 | 6.365      |      |
| 2021年12月2日  | 6.735      |      |
| 2022年11月18日 | 6.759      |      |
| 2023年12月2日  | 6.775      |      |
| 2024年9月22日  | 6.800      |      |
| 2025年4月16日  | 6.809      |      |